# 오카프구

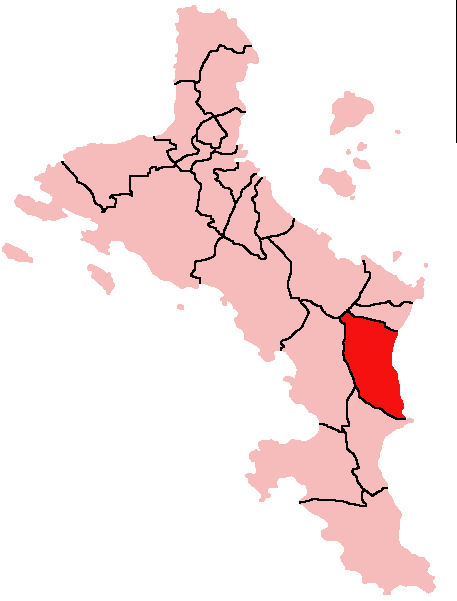
오카프구의 위치

오카프구(프랑스어: Au Cap)는 세이셸을 구성하는 25개 구 가운데 하나로 마에섬에 위치한다. 면적은 8.7km2, 인구는 2,997명(2002년 기준)이다.